# Daniel Sullivan (dresseur)
Horse whisperer
Pour les articles homonymes, voir Daniel Sullivan et Sullivan.
Daniel Sullivan (17??-1810), surnommé « the horse whisperer » (en français, le chuchoteur aux chevaux), est un entraîneur et un dresseur de chevaux irlandais originaire de Mallow dans le comté de Cork, spécialisé dans le re-dressage de chevaux traumatisés. 

## Biographie
Peu d'informations biographiques à son sujet ont survécu. Daniel Sullivan est vraisemblablement originaire de la région de Mallow, dans le comté de Cork. Il est réputé avoir été pauvre et illettré. Bien qu'Irlandais, il semble avoir majoritairement exercé en Angleterre, car ses services étaient particulièrement en demande dans ce pays. Les témoignages lui attribuent la capacité de dresser un cheval en une demi-heure. Il se fait connaître en récupérant le cheval d'un dragon à Mallow, réputé « si sauvage qu'il fallait le nourrir par un trou à travers le mur »,. Après une unique leçon avec Sullivan, le soldat aurait été capable de conduire un attelage dans Mallow, et serait resté très gentil avec son cheval.
Sullivan ne semble pas avoir exercé ses talents dans un but lucratif : dresser des poulains lui aurait rapporté bien davantage, mais il se spécialise dans la récupération de chevaux déjà adultes, et traumatisés.
Son surnom de horse whisperer (chuchoteur aux chevaux), ou irish whisperer (chuchoteur irlandais) vient du fait que la croyance populaire lui a attribué l'habitude de se tenir très près de la tête des chevaux et de leur murmurer des choses. 
Il meurt en 1810.

## Technique et postérité
Sullivan était très discret à propos de ses techniques de dressage équin, et aucun élève ne lui est connu. Un texte postérieur de 50 ans à son décès lui attribue la connaissance d'une formule magique qu'un « indien » lui aurait transmise pour le remercier d'un service rendu gratuitement, et que Sullivan aurait ensuite re-transmise à l'un de ses trois fils, lequel serait à son tour devenu dresseur de chevaux à Mallow. L'un des petits-fils de Sullivan aurait bénéficié de l'appui du marquis de Waterford pour enseigner les secrets de son grand-père. Sa renommée semble avoir été immense de son vivant, ainsi que l'affirme Charles Dickens environ 50 ans après son décès.
Sullivan est à l'origine de la popularisation du nom « horse whisperer » (en français chuchoteur) pour désigner les mises en application de l'éthologie équine.
L'espoir d'une re-découverte de ses méthodes de dressage a inspiré l'auteur américain Willis J. Powell (en), qui pense que sa technique était similaire à celle de John Solomon Rarey.